# Římskokatolická farnost Turkovice u Přelouče
Římskokatolická farnost Turkovice u Přelouče je zaniklým územním společenstvím římských katolíků v pardubickém vikariátu královéhradecké diecéze.

## O farnosti

### Historie
První zpráva o turkovickém kostele je z roku 1348. Roku 1729 byl kostel barokně přestavěn, fara byla postavena v roce 1731.

### 21. století
Farnost byla administrována excurrendo z Přelouče a z Lipoltic. Jejími administrátory byli:
- 23. října 2007–31. července 2019 Mgr. Ľubomír Pilka
- 1. srpna 2019–31. července 2021 R.D. ThLic. Miloslav Paclík
- 1. srpna 2021–31. prosince 2024 Mgr. Zdeněk Skalický

Dne 31. prosince 2024 farnost úředně zanikla, jejím právním nástupcem je od 1. ledna 2025 farnost Lipoltice.
| Kostel                 | Místo                | Bohoslužba               | Bohoslužba             | Poznámka                      |
| ---------------------- | -------------------- | ------------------------ | ---------------------- | ----------------------------- |
| Kostel svatého Havla   | Hošťalovice          | neslouží se pravidelně   | neslouží se pravidelně | filiální kostel               |
| Kostel svatého Martina | Turkovice u Přelouče | poslední neděle v měsíci | 08.00                  | filiální, bývalý farní kostel |